# 勐仑银斑蛛
勐仑银斑蛛（学名：Argyrodes menlunensis）为球蛛科银斑蛛属的动物。在中国大陆，分布于云南等地。该物种的模式产地在云南勐仑。